# John Disley
John Disley   (Gwynedd, 20 de novembre de 1928 - Londres, 8 de febrer de 2016), CBE, va ser un atleta gal·lès, especialista en curses d'obstacles, que va competir durant la dècada de 1950. Es casà amb la també atleta Sylvia Cheeseman.
El 1952 va prendre part en els Jocs Olímpics d'Estiu de Hèlsinki, on va guanyar la medalla de bronze en els 3.000 metres obstacles del programa d'atletisme, rere Horace Ashenfelter i Vladimir Kazantsev. Quatre anys més tard, als Jocs de Melbourne, fou sisè en la mateixa prova.
Va participar, representant Gal·les, en dues edicions dels Jocs de la Commonwealth, el 1954 i 1958. En cap d'elles aconseguí cap medalla. Va ser campió de la Gran Bretanya (AAA) de les 2 milles obstacles el 1952 i dels 3.000 metres obstacles el 1955 i 1957. Va millorar en diverses ocasions el rècord britànic de dels 3.000 metres obstacles.
Posteriorment fou cofundador de la Marató de Londres, la primera edició de la qual es disputà el 1981. També fou un dels pioners en les curses d'orientació al Regne Unit.

## Millors marques
- Milla. 4' 09.0" (1954)
- 3.000 metres obstacles. 8' 44.2" (1955)[1][5]